# DBH – Fachverband für Soziale Arbeit, Strafrecht und Kriminalpolitik
Der DBH-Fachverband e. V. ist ein eingetragener gemeinnütziger Verein in Form eines bundesweiten und international aktiven Fachverbands für Soziale Arbeit, Strafrecht und Kriminalpolitik. Er wird vom Bundesministerium der Justiz  gefördert. In ihm sind Verbände und Vereinigungen mit ca. 6.000 Mitgliedern aus der sozialen Strafrechtspflege zusammengeschlossen.
Der DBH-Fachverband e. V. ist Mitglied in der Bundesarbeitsgemeinschaft für Straffälligenhilfe (BAG-S) und in der Confederation of European Probation (CEP).

## Geschichte
Hervorgegangen ist der Verband aus dem Verein „Deutsche Bewährungshilfe“, der im Jahr 1951 gegründet wurde und Träger von Pilotprojekten zur Einführung der Bewährungshilfe in das deutsche Strafrecht war.

## Ziele
Der DBH-Fachverband e. V. engagiert sich seit 1951 bundesweit für eine soziale und humanistisch geprägte Strafrechtspflege und Kriminalpolitik. Dabei versteht er sich als Gesprächspartner, Brückenbauer und Meinungsbildner. Der DBH-Fachverband e. V. fördert den Austausch und die Kooperation zwischen verschiedenen Akteuren aus Sozialer Arbeit, Strafrecht und Kriminalpolitik, aber auch zwischen Theorie und Praxis. Er setzt sich für Anliegen von Kriminal- und Sozialpolitik ein und ist überdies darauf ausgerichtet, in der Gesellschaft das Verständnis für eine soziale Strafrechtspflege und einen alternativen Umgang mit strafrechtlich relevanten Konflikten zu stärken.

## Einrichtungen und Projekte
Auf Beschluss von Bundestag und Bundesregierung wurde das Servicebüro für Täter-Opfer-Ausgleich und Konfliktschlichtung 1992 als überregionale Zentralstelle zur Förderung des Täter-Opfer-Ausgleichs eingerichtet. Das TOA-Servicebüro trägt aktiv dazu bei, eine Straftat konstruktiv zu bewältigen. Der Täter-Opfer-Ausgleich bietet für die Beteiligten die Gelegenheit, außergerichtlich und unter Beteiligung eines unparteiischen Dritten, eine befriedigende Regelung von Konflikten herbeizuführen. Von 1996 bis 2021 war der DBH-Fachverband e. V. Träger des Projektes LOTSE zur Förderung und Unterstützung der Ehrenamtlichen im Strafvollzug in Nordrhein-Westfalen.

## Fort- und Weiterbildungen
Der DBH-Fachverband e. V. bietet seit 1987 bundesweit Fort- und Weiterbildungen für die Bereiche Bewährungs- und Straffälligenhilfe zu aktuellen Fragen der Sozialen Arbeit, Strafrecht und Kriminalpolitik an. Durch ständige Weiterentwicklung des Angebots des DBH-Fachverbandes sollen Qualitätsstandards gewährleistet werden. Diese orientieren sich an den sich verändernden gesellschaftlichen Bedingungen. Neue Erkenntnisse aus Theorie und Praxis werden aufgenommen, vermittelt und im Tätigkeitsfeld der Bewährungs- und Straffälligenhilfe umgesetzt. Seit 2020 wird das Portfolio durch Online-Veranstaltungen ergänzt. Hierfür betreibt der DBH-Fachverband e. V. die datenschutzkonforme Open-Source-Software „BigBlueButton“ selbst.

## Publikationen und Öffentlichkeitsarbeit
Zeitschrift Bewährungshilfe – Fachzeitschrift zur Förderung der Bewährungs-, Gerichts- und Straffälligenhilfe
Der DBH-Fachverband e. V. ist Herausgeber der Zeitschrift BEWÄHRUNGSHILFE – Soziales, Strafrecht, Kriminalpolitik. Die Zeitschrift BEWÄHRUNGSHILFE erscheint mit vier Ausgaben pro Jahr und präsentiert Themen, die sich auf das gesamte Spannungsfeld von sozialen Fragen, Strafrecht und Kriminalpolitik beziehen. Dadurch wird ein Überblick über aktuelle Entwicklungen in Theorie und Praxis der Straffälligenhilfe vermittelt. Veröffentlicht werden Beiträge zu kriminologischen, rechtlichen und praktischen Fragen aus Fachgebieten der Rechtswissenschaft, Kriminologie, Psychologie und Sozialarbeit. Es handelt sich dabei um Berichte aus der Praxis, wissenschaftliche Abhandlungen, Diskussionsbeiträge und Literaturbesprechungen.
Die Zeitschrift wird über den Forum Verlag Godesberg GmbH verlegt.
Schriftenreihe DBH-Materialien
Der DBH-Fachverband e. V. ist Herausgeber der Schriftenreihe DBH-Materialien. Die DBH-Materialien enthalten Themen von übergeordneter Bedeutung für die Bereiche Bewährungs- und Straffälligenhilfe, Strafvollzug und Kriminalpolitik. Es stehen mehr als 30 Ausgaben der DBH-Materialien zur Verfügung, die bestellt werden können. Die Jahrgänge 1990 bis 1999 (Nr. 01 bis 41) der Schriftenreihe wurden digitalisiert und können auf der Homepage des DBH-Fachverbandes kostenlos heruntergeladen werden.
Stellungnahmen, Pressemitteilungen & Positionspapiere
Der DBH-Fachverband e. V. veröffentlicht in unregelmäßigen Abständen Stellungnahmen und Pressemitteilungen zu wichtigen Fragen für die Bereiche Bewährungs- und Straffälligenhilfe, Strafvollzug und Kriminalpolitik.
Internetauftritt & Newsletter
Über den Internetauftritt des DBH-Fachverbandes erhalten Interessierte, Fachkräfte und Mitglieder online wichtige kriminalpolitische, soziale und verbandliche Informationen (z. B. Informationen zur grenzüberschreitenden Zusammenarbeit, Übersicht zu Empfehlungen des Europarates, Visualisierung des kriminalrechtlichen Sanktionssystems in Deutschland und eine Zusammenstellung von statistischen Veröffentlichungen zur Bewährungshilfe). Der DBH-Newsletter ergänzt das Online-Angebot des DBH-Fachverbandes durch aktuelle nationale und internationale Themen.

## Mitglieder
Im DBH-Fachverband e. V. sind mit Stand vom 21. November 2024 insgesamt 90 natürliche Personen (Einzelmitglieder) sowie 39 Vereine und Verbände mit ca. 6.000 Mitgliedern aus dem gesamten Bundesgebiet zusammengeschlossen.